# تونی مک‌آلپاین
تونی مک‌آلپاین (انگلیسی: Tony MacAlpine؛ زادهٔ ۲۹ اوت ۱۹۶۰) آهنگساز، گیتارنواز، نوازنده پیانو، تهیه‌کننده موسیقی و نوازنده ویولن اهل ایالات متحده آمریکا است. وی از سال ۱۹۸۴ میلادی تاکنون مشغول فعالیت بوده است.